# Pavel Bugalo
Pavel Bugalo (in russo Павел Викторович Бугало?, Pavel Viktorovič Bugalo; Chirchiq, 21 agosto 1974) è un ex calciatore uzbeko di origine russa, di ruolo portiere.

## Palmarès

### Club
- Campionato uzbeko: 3

Paxtakor: 1992, 1998
Bunyodkor: 2008
- Coppa dell'Uzbekistan: 3

Paxtakor: 1993, 1997
Bunyodkor: 2008
- Coppa kazaka: 1

Astana-64: 2002

### Individuale
- Calciatore uzbeko dell'anno: 2

1996, 1997